# Xavier Nessel
Pour les articles homonymes, voir Nessel.
Xavier Joseph Nessel, né le 20 février 1834 à Haguenau (Alsace), mort le 5 février 1918 à Haguenau est un rentier et homme politique alsacien.
Dans la seconde moitié du XIXe siècle, il est considéré, en France et en Allemagne, comme le spécialiste de l'âge du bronze moyen par les archéologues européens. En témoigne son réseau de chercheurs dont il imite le goût de la collection : monnaies, mobiliers, armes et précieux objets antiques.

## Son origine de notable

### Un réseau familial
Xavier Joseph Nessel naît sous le mandat du maire Henri-Ignace Guntz (1830-1842). Son père, François-Xavier Nessel (1786-1838), est un juge de paix de Fort-Louis, avec des aubergistes pour ascendants.
Les ascendants de sa mère, Valérie Josephine Paganetto (1804-1874), sont à l’origine des marchands ambulants du Tessin (Suisse) au XVIIIe siècle, puis s’installe à Seltz. Son grand-père, Jean Baptiste Paganetto, est adjoint au maire de Haguenau de 1816 à 1818 et épouse Marie Appolonie Hallez. Le cousin de Valérie, Léonce Hallez-Claparède, est député sous la monarchie de Juillet, réélu en 1852 face au chambellan de l’Empereur, François Zorn von Bulach.
Le fils de Jean-Baptiste, Joseph Paganetto est en 1870 la troisième fortune du Bas-Rhin, derrière Hugo Zorn von Bulach et Alfred Renouard de Bussière. À la mort de Joseph, Xavier Nessel est le seul héritier. À la disparition de sa mère en 1874, Xavier Nessel reste à la tête d’un patrimoine substantiel.

### Études
De 1849 à 1851, Xavier Nessel étudie au collège royal, le lycée de garçons à Strasbourg (auj. lycée Fustel-de-Coulanges). Nessel est reçu le 24 juillet 1851 bachelier ès lettres.
Ensuite, de 1851 et 1855, Nessel poursuit des études de médecine à Strasbourg, puis de droit, dont il obtient le diplôme de bachelier. Quatre années plus tard, à la faculté de droit de Paris, à la Sorbonne de 1855 à 1856, Nessel se forme auprès de quelques professeurs renommés. Parallèlement, il est inscrit à la faculté des lettres de Paris. Il fréquente les cours de l’helléniste Joseph-Daniel Guigniaut, spécialiste de la mythologie classique, lequel a pu renforcer son goût de l’étude des divinités antiques.

### Mariage
Xavier Nessel épouse le 19 avril 1870 une descendante des banquiers Wenger-Valentin de Schiltigheim, Clotilde Jeanne Camille Hueber, née le 25 juillet 1850 à Strasbourg et s'installe provisoirement chez sa jeune épouse à Strasbourg-Robertsau en avril 1870. La fiancée y habite, car sa mère est malade. Pourtant, dès août 1870 il rejoint sa ville de Haguenau dans son foyer situé au n° 2 rue de la Filature.
Pourtant, à cause de son mariage précisément, le récent Stattshalter, Clovis de Hohenlohe-Schillingsfürst, fait réaliser une enquête le 22 novembre 1885 sur lui, aussi par son appartenance au Staatsrat.[pas clair]

## Un notable de son temps: l’homme politique

### Maire
Après l’annexion de l’Alsace et le départ de Joseph Thierry (père du député Joseph Thierry), il est élu par la commission municipale en décembre 1870 puis nommé maire par décret de l'empereur Guillaume 1er. Entré au conseil municipal en septembre 1860, adjoint en 1865, il occupe le poste de premier magistrat de 1870 à 1902.

### Les actions urbanistiques du maire
- 1872 : construction d’une école de garçons de la paroisse de l'église Saint-Nicolas de Haguenau.
- 1876 à 1886 : création de boulevards et aménagements de parcs.
- 1879-1880 : construction d’une école de garçons de la paroisse de l'église Saint-Georges de Haguenau.
- Agrandissement de la Halle aux Houblons.
- 1884 : installation du réseau d’alimentation en eau courante par un emprunt.
- 1900-1905 : construction du Musée Historique pour y accueillir l'ensemble des collections archéologiques, historiques, numismatiques et folkloriques de Nessel, selon les plans de Joseph Kuder et Richard Müller, architectes à Strasbourg.

### Député auReichstag
Sur le banc des nationalistes libéraux, Nessel siège un an à Berlin. Le 25 juillet 1878, il ne se représente pas, convaincu que sa tâche est de développer sa ville, son canton.

### Conseiller général
Xavier Nessel échoue à l’élection au canton de Seltz, les 21 et 22 juin 1873. Pourtant, fort de son réseau familial et politique, Nessel est élu aux élections cantonales de Haguenau, dans un esprit dynastique typique des notables du XIXe siècle. Nessel remplace ainsi son oncle Charles Joseph Paganetto, frère de sa mère de juin 1878 à 1896.
Xavier Nessel est également nommé délégué par le conseil général au Landesausschuss, de 1878 à 1887. Ainsi, il participe aux réformes culturelles et sociales en Alsace.

## Nessel, l'érudit

### Le collectionneur
En 1896, Robert Forrer le qualifie d'érudit et d'acteur patrimonial majeur de l'Alsace. À 30 ans, Nessel se positionne comme un notable éminent, acquéreur d’objets, avec un réseau national et international.
Dès 1867, sa correspondance et ses carnets de fouilles (conservés à la Médiathèque de Haguenau attestent déjà des objets qu’il acquiert. La grande satisfaction du maire est de s’entourer d’objets ornés et embellis pour son plaisir. Nessel dispose à son gré d'objets disposés en vitrine et il les montre à des invités reconnus dans leurs domaines historiques et archéologiques. L'empereur Guillaume II d'Allemagne en visite à Haguenau a pu les voir à son domicile au 2 rue de la filature. Les deux composants essentiels du collectionneur sont le choix d’objets par goût esthétique et la réalisation d’un ensemble cohérent, la collection. 
Ainsi, comment procède-t-il ? D'abord, Xavier Nessel dispose de « mandataires privés », amis proches ou alliés politiques, qui repèrent auprès des petits notables, de brocanteurs en tout genre, des objets qui accroissent son goût de l'Art régional. En 1886, les Echos de Bischwiller relatent l’achat pour 40 marks d’une lampe zoomorphe, trouvée par une inconnue à Hanhoffen (Bischwiller, Bas-Rhin). Nessel fait son marché auprès des notables locaux. Les exemples d'acquisitions se multiplient parmi les nombreuses collections présentées au Musée historique de Haguenau.

### L'archéologue
D'abord, dès 1857, l'archéologue bavarois, Julius Naue mentionne que Nessel participe aux fouilles du représentant des Antiquaires de France, Maximilian von Ring (de), au Ficherhübel (forêt de Haguenau, Bas-Rhin). En 1858, Nessel adhère avec son oncle Joseph Paganetto à la S.C.M.H.A.. Puis, en mars 1862, l'adjoint au maire Nessel fouille ses quatre premières tombes dans la forêt de Haguenau.
À partir de 1871, Nessel doit se conformer aux nouvelles mesures légiférant la protection des vestiges archéologiques et monumentaux. D'abord, il débute la rédaction à cette date de son premier carnet de fouille en datant, croquant des vestiges de stèles ou d’urnes. Ensuite, Nessel va développer une méthode de fouilles. Les enseignants des villages, petits notables cultivés, lui signalent par ailleurs par écrit les découvertes anciennes ou récentes de leurs zones communales.
Ainsi, Nessel ouvre des tertres funéraires en présence d’un représentant de l’administration forestière, et déclare les objets trouvés. En tant que maire, personne ne vient lui contester ses fouilles.
À la belle saison, Nessel se lance dans les fouilles de terrain, puis, en hiver, il étudie et restaure  à son domicile les céramiques et la sculpture romaine. Sur le terrain, il prend l'habitude de relever les éléments de rituel funéraire, la présence de plantes cultivées ou de faune en historien anthropologue, dont l’objectif est d’étudier l’être humain dans ses composantes médicales et alimentaires.
Xavier Nessel ouvre donc 600 tumulus en forêt de Haguenau, lui donnant le statut de spécialiste de l'âge du Bronze moyen, reconnu par les plus grands spécialistes internationaux, tel que Oscar Montelius et Joseph Déchelette. En 1903, Nessel écrit à Franz Cumont : « je fais surtout dans le préhistorique ».
Après 40 ans de fouilles, il promet de construire un musée ce qu’il réalise au tournant du siècle. Dès lors, Nessel a profité judicieusement de son influence locale et régionale au Conseil général, à la délégation d’Alsace lorraine et à la mairie de Haguenau pour poursuivre ses fouilles.
En 1902, Xavier Nessel doit démissionner, à la suite des critiques des dépenses excessives pour la construction du Musée historique à la gloire de la ville de Haguenau. La Ville de Haguenau accueille néanmoins ses collections par legs dès 1919.
Nessel se consacre désormais à la publication de ses chères monnaies, une passion débutée dans sa jeunesse et qui laisse aujourd'hui une collection unique de 4 500 monnaies à la Ville de Haguenau. Nessel publie alors des notices historiques dans la Frankfurter Münzzeitung. Son retrait de la politique a brisé son relatif silence scientifique qu'on lui avait tant reproché vingt ans plus tôt.

### Les publications de Xavier Nessel
- 1865 : Inventaire-sommaire des archives communales antérieures à 1790 : Série AA à FF (Ville de Haguenau) », Haguenau, Edler, 1865 Disponible aux Archives Municipales de Haguenau.
- 1877 : Bericht des Buergermeisters an den Gemeinderath in seiner Sitzung vom 27. September 1877 betreffend die Verlegung des Spitals (Rapport présenté par le maire au conseil municipal dans sa séance du 27 septembre 1877 au sujet du transfert de l'hôpital) », Haguenau, Gilardone, 1877.
- 1887 : « Altertumskunde namentlich über Altertumsfunde mit besonderer Bezugnahme auf den Kreis Hagenau und Umgebung », dans : Reichsländische Lehrerzeitung, 15. IX. 1887, p. 205-212. (Ou Journal de Haguenau du 17/09/1887) – conférence aux instituteurs le 20 avril 1887.
- 1887 : « Habitations lacustres en Alsace », dans : Antiqua, no 10, octobre 1887, p. 83.
- 1888 : « Bericht ueber die Gemeindeverwaltung der Stadt Hagenau fuer die Jahre 1871 bis 1888 », Haguenau, Gilardone, 1888.
- 1906 : « Die ältesten Hagenauer Münzen », dans Frankfurter Münzzeitung (Abrégé FM) SUDOC ou Centre de documentation des musées de Haguenau, Frankfurt am Main, 1906. - FM, no 61, du 1/01/1906, p. 369-382.
- 1906 : « Die Hagenauer Münze im 14. Jahrhundert », dans FM, Frankfurt am Main, 1906,- FM, no 64, du 1/04/1906, p. 423-427.
- 1906 : « Eine vergessene Münzstätte in der Pfalz », dans FM, Frankfurt am Main, 1906, FM, no 63, du 1/03/1906, p. 404-409.
- 1906 :« Zur Münzengeschichte der Abtei Weissenburg im Elsass », dans FM, Frankfurt am Main, 1906, FM no 67/68, du 1/07/1906, p. 466-485.
- 1907 : « Die kaiserliche Münze in Schlettstadt im Elsass », dans FM, Frankfurt am Main 1907, FM, no 79-80, du 1/07/1907, p. 97-105.
- 1907 : « Willstett in Baden : Eine Hanau-lichtenbergerhische Münzestätte », dans FM, Frankfurt am Main, 1907, FM, no 83, du 1/11/1907, p. 153-161.
- 1907 : « Zur Münzgeschichte der Stadt Hagenau im Elsass », dans FM, Frankfurt am Main, 1907, FM, no 74, du 1/02/1907; no 75, du 1/03/1907; no 76, du 1/04/1907; no 77 du 1/05/1907.
- 1908 : « Die Münzen der Bischöfe zu Strassburg : Hohenstaufen-Zeit », dans FM, Frankfurt am Main, 1908; FM no 88 du 1/04/1908; FM no 89 du 1/05/1908; FM no 90 du 1/06/1908; FM no 91/2 du 1/07/1908; FM no 93 du 1/09/1908; FM no 948 du 1/10/1908; FM no 95 du 1/11/1908 - no 88 p. 236-240; no 90 p. 264-270; no 91/2, p. 281-291; FM, no 93, p. 305-310; FM, no 94 p. 321-327, FM, no 95, p. 337-342.
- 1909 : « Die Münzen der Abtei Selz », Frankfurt am Main : dans : FM, 1909. FM, no 99, du 1/03/1909; FM, no 100 du 1/04/1909; FM, no 101 du 1/05/1909; FM, no 102 du 01/06/1909. - no 99 p. 401-408; FM, no 100 p. 421-424; FM, no 101 p. 433-439; FM, no 102 p. 449-459.
- 1909 : « Unbestimmte Elsässer Denare Hohenstaufen-Zeit », dans FM, Frankfurt am Main, 1909, FM, no 103, du 1/07/1909, p. 465-472.
- 1910 : « Römische Gräber in der Gemarkung Batzendorf », dans : Revue de la Société d'Histoire et d'Archéologie de Haguenau, 1914, p. 84-85.
- 1910 : « Grabhügel am Nordrand des Hagenauer Forstes », dans : Revue de la Société d'Histoire et d'Archéologie de Haguenau, 1914, p. 85.
- 1910 : « La Forêt de Haguenau et ses alentours aux temps préhistoriques », dans : Revue de la Société d'Histoire et d'Archéologie de Haguenau, cahier 1, 1910, p. 7.
- 1910 : « Der Hagenauer Forst und seine Umgebung in prähistorischer Zeit, dans :Revue de la Société d'Histoire et d'Archéologie de Haguenau, 1910, pp.3-11.
- 1910 : « La Forêt de Haguenau et ses alentours aux temps préhistoriques », dans Jahresberichte Altertums- Vereins, cahier 1, 1910, p. 7.
- 1910 : « Der Hagenauer Forst und seine Umgebung in prähistorischer Zeit“, dans : Revue de la Société d'Histoire et d'Archéologie de Haguenau, 1910, p. 3-11.
- 1910 :« La Forêt de Haguenau et ses alentours aux temps préhistoriques », dans Revue de la Société d'Histoire et d'Archéologie de Haguenau, cahier 1, 1910, p. 7.
- 1910 : « Der Hagenauer Forst und seine Umgebung in prähistorischer Zeit“, dans : Revue de la Société d'Histoire et d'Archéologie de Haguenau, 1910, p. 3-11.
- 1911 : « La Forêt de Haguenau et ses environs aux temps historiques », dans : Revue de la Société d'Histoire et d'Archéologie de Haguenau, cah. 1, 1911, p. 7.
- 1912 : « Les anciennes monnaies de Haguenau (époque des empereurs Hohenstaufen) », dans : Revue de la Société d'Histoire et d'Archéologie de Haguenau, 1912, Cah. 3.
- 1914 : « Mittelfeldgraben - Entenlach-Landweg. Contribution à la topographie du vieux Haguenau », dans : Revue de la Société d'Histoire et d'Archéologie de Haguenau, 1914, cah. 4/5, p. 155.
- 1914 : « Winterhouse et Schweighouse, lieux de trouvailles d'antiquités », dans : Revue de la Société d'Histoire et d'Archéologie de Haguenau, 1914, cah. 4/5.
- 1915 : « Uber den Geldverkehr im Elsass während des 17. Jahrhunderts », dans FM, Frankfurt am Main, 1915, FM, no 176-177, du 08-09/1915, p. 472-476.
- 1916 : « Verlorene Schätze : letzte nachgelassenen Mitteilung von Xavier Nessel », dans : Strassburger Neueste Nahrichten, Strasbourg, 1916

## Sources et Bibliographie

### Où trouver les sources archivistiques sur Xavier Nessel
Les données ont été relevées dans les Institutions suivantes :
- Archives municipales de Haguenau (AMH)
- CG67-Archives départementales du Bas-Rhin (ABR)
- Musée des Antiquités Nationales, Bibliothèque (MAN)
- Archives Franz Cumont (Academia Belgica, Rome)
- Grand Séminaire (Bibliothèque)
- Archives Nationales (Paris)
- Bundesarchiv (Berlin)

### Articles de presse
- 1886 : « À travers la semaine », dans : Echos de Bischwiller Disponible à la Médiathèque de Bischwiller, du 20 mars 1886.
- 1895 : « Zum Jubiläum des herrn Bürgermeister Nessel », dans : Hagenauer Zeitung Disponible à la Bibliothèque Nationale Universitaire de Strasbourg ou Centre de documentation de Haguenau (Musée Historique), du 30/11/1895, n°330, p. 1.
- « Der Statthalter in hagenau », dans : Hagenauer Zeitung, du 6/05/1895, n°122, p. 1.
- 1900 : « Stätisches Museum in Hagenau : Bauten im Elsass II », dans : Schweizerisches Bauzeitung Disponible en ligne sur SEALS, n°31, 9 juin 1900, p. 237-239.
- « Amtsgerichtsgebaüde in Mülhausen : Bauten im Elsass III », dans : Schweizerisches Bauzeitung, n°31, Juin 1900, p. 247, note 1 : « Das in voriger Nummer beschriebene Museum in Hagenau soll Anfangs Oktober 1901 eröffnet werden, nicht 1900, wie durch einen Druckfehler am Schlusse jener Beschreibung zu lesen ist »
- 1902 : « Unserem anscheidenden Bürgermeister X. Nessel », dans : Hagenauer Zeitung, no 50, du 20 février 1902. (Démission de X Nessel envoyé au Bezirksamt)
- 1902 : « Zur Hagenauer Bürgermeister Frage : Was erwarten wir nun von herandere Manne », dans : Hagenauer Zeitung, no 53 du 22 février 1902.
- 1903 : « Eclaircissements concernant la construction du musée de Haguenau », dans : Strassburger Bürger Zeitung, du 6 octobre 1903.
- 1914 : « Haguenau - Le jubilé de M. X. Nessel : À travers l’Alsace-Lorraine », dans : Journal Alsace-Lorraine du 22/02/1914.
- 1918 : « Ergräbnis Nessel : Elsass-Lothringische Chronik », dans Hagenauer Zeitung Disponible à la Bibliothèque Nationale Universitaire de Strasbourg ou Centre de documentation de Haguenau (Musée Historique), du 11/02/1918.
- 1922 : Hagenauer Geschichts- und Altertumsverein », dans : Hagenauer Zeitung, du 7/02/1922.
- 1934 : « Xavier Nessel : Reminiszen », dans : Hagenauer und Weissenburger Neueste Nachrichten Disponible à la Bibliothèque Nationale Universitaire de Strasbourg ou Centre de documentation de Haguenau (Musée Historique), du 10/03/1934, n°57.
- 1934 : « Ein Centenaire », dans : Messager d’Alsace Disponible à la Bibliothèque Nationale Universitaire de Strasbourg ou Centre de documentation de Haguenau (Musée Historique), du 10/03/1934.